# Martin Burkert

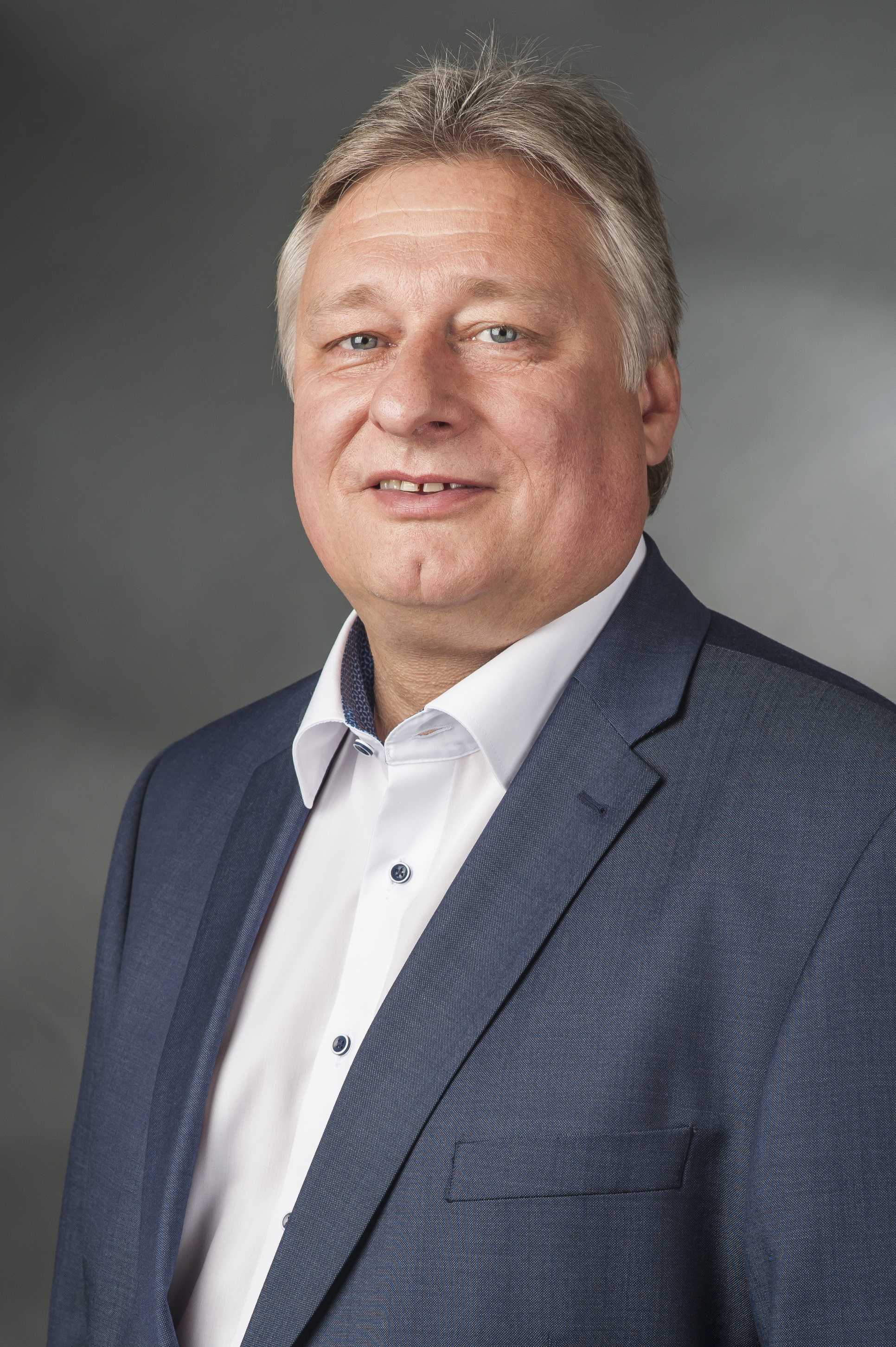
Martin Burkert 2014

Martin Burkert (* 14. Oktober 1964 in Würzburg) ist ein deutscher Politiker und Gewerkschafter. Von 2005 bis 2020 war er für die Sozialdemokratische Partei Deutschlands Mitglied des Bundestags, wo er der Parlamentarischen Linken angehörte, welche den linken Parteiflügel bildet. Seit 2022 ist er Vorsitzender der Eisenbahn- und Verkehrsgewerkschaft. Seit 2020 ist er ebenfalls Vorsitzender des gemeinnützigen Verbands Allianz pro Schiene.

## Leben und Beruf
Martin Burkert lebt seit seinem vierten Lebensjahr in Nürnberg. Er ist verheiratet und hat zwei Kinder.
Nach dem qualifizierenden Hauptschulabschluss 1980 begann Burkert eine Ausbildung im mittleren nichttechnischen Dienst bei der Deutschen Bundesbahn und war hier seit 1983 als Beamter tätig. Von 1987 bis 1988 leistete er den Wehrdienst ab. Ab 1988 war Burkert freigestellter Hauptjugend- und Auszubildendenvertreter bei der Deutschen Bundesbahn in Frankfurt/Main und wechselte 1990 als Gewerkschaftssekretär zur Gewerkschaft der Eisenbahner Deutschlands (von 2000 bis 2010: TRANSNET).
Seit 24. November 2008 war er Mitglied des fünfköpfigen Geschäftsführenden Vorstandes der TRANSNET. Nach der Fusion der Transnet mit der Verkehrsgewerkschaft GDBA zur Eisenbahn- und Verkehrsgewerkschaft (EVG) am 1. Dezember 2010 wurde er auch dort Mitglied des Geschäftsführenden Vorstandes. Im November 2019 wurde er beim außerordentlichen Gewerkschaftstag zum stellvertretenden Vorsitzenden der EVG gewählt. Er ist stellvertretender Aufsichtsratsvorsitzender der Deutschen Bahn AG, Mitglied des Aufsichtsbeirats von DB Regio und der S-Bahn Berlin sowie Vorsitzender der DEVK Vermögensvorsorge- und Beteiligungs-AG und Beiratsmitglied der TeamBank AG im Bereich Deutschland. Im Oktober 2022 wurde er auf dem 3. Ordentlichen Gewerkschaftstag zum Vorsitzenden der EVG gewählt.

## Partei
Burkert ist seit 1985 Mitglied der SPD und seit 1986 Mitglied in der SPD Arbeitsgemeinschaft für Arbeit (AfA).
Er war von 1997 bis 2004 Vorsitzender des SPD-Ortsvereins Nürnberg-Ziegelstein. Von 1998 bis 2007 war Martin Burkert Vorsitzender der Betriebsgruppe Bahn der Arbeitsgemeinschaft für Arbeit (AfA) in Bayern. Von 2002 bis 2005 gehörte Burkert dem Stadtrat von Nürnberg an und von 2003 bis 2009 dem Vorstand des SPD-Unterbezirks Nürnberg. Von 2000 bis 2009 war Burkert Mitglied im Bundesvorstand der AfA der SPD. Seit 2009 ist er stellvertretender Vorsitzender des Zentralen AfA Betriebsgruppenausschusses Eisenbahn.
Von Mai 2013 bis Januar 2019 war er stellvertretender Landesvorsitzender der BayernSPD.

## Abgeordneter
Ab 2005 war er Mitglied des Deutschen Bundestages, in der 18. Wahlperiode war er Vorsitzender des Ausschusses für Verkehr und digitale Infrastruktur. Von Februar 2010 an war Martin Burkert Vorsitzender der Landesgruppe Bayern und seit Januar 2014 Mitglied des erweiterten Vorstandes der SPD-Bundestagsfraktion. Von Januar 2006 bis Oktober 2013 war er Bahnbeauftragter der SPD-Bundestagsfraktion.
Martin Burkert ist stets über die Landesliste Bayern in den Bundestag eingezogen. Sein Wahlkreis ist Nürnberg-Süd, diesen konnte er jedoch nie gewinnen. Im November 2019 wurde bekannt, dass er sein Mandat niederlegen und stellvertretender Vorsitzender der Eisenbahn- und Verkehrsgewerkschaft wird.
Am 1. Februar 2020 schied er aus dem Bundestag aus, Bela Bach übernahm als Nachrückerin seinen Platz.